# Cosmorhoe szechuana
Cosmorhoe szechuana är en fjärilsart som beskrevs av Eugen Wehrli 1931. Cosmorhoe szechuana ingår i släktet Cosmorhoe och familjen mätare. Inga underarter finns listade i Catalogue of Life.